# Spindasis vulcanus
Spindasis vulcanus är en fjärilsart som beskrevs av Fabricius 1775. Spindasis vulcanus ingår i släktet Spindasis och familjen juvelvingar. Inga underarter finns listade i Catalogue of Life.

## Bildgalleri

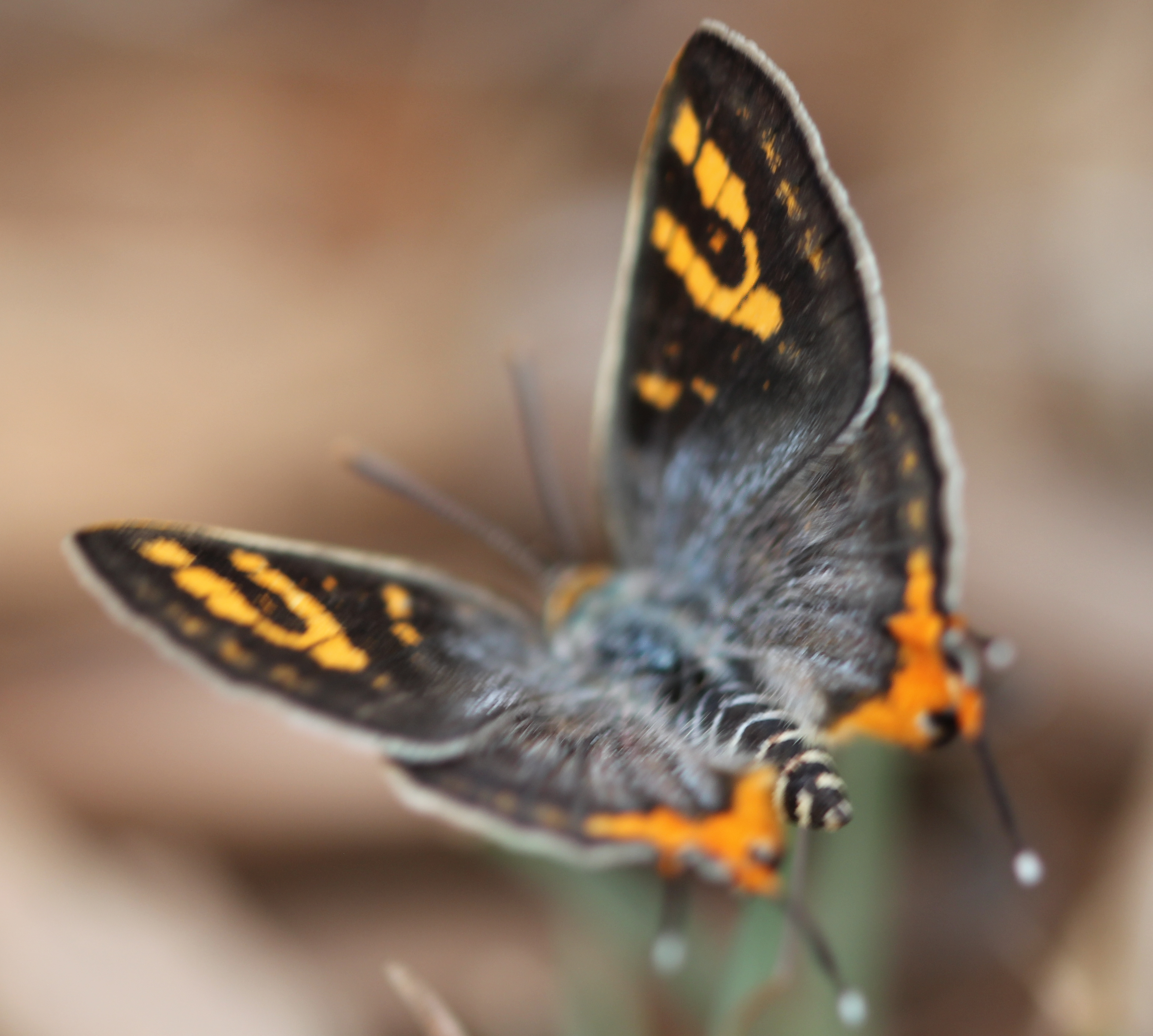
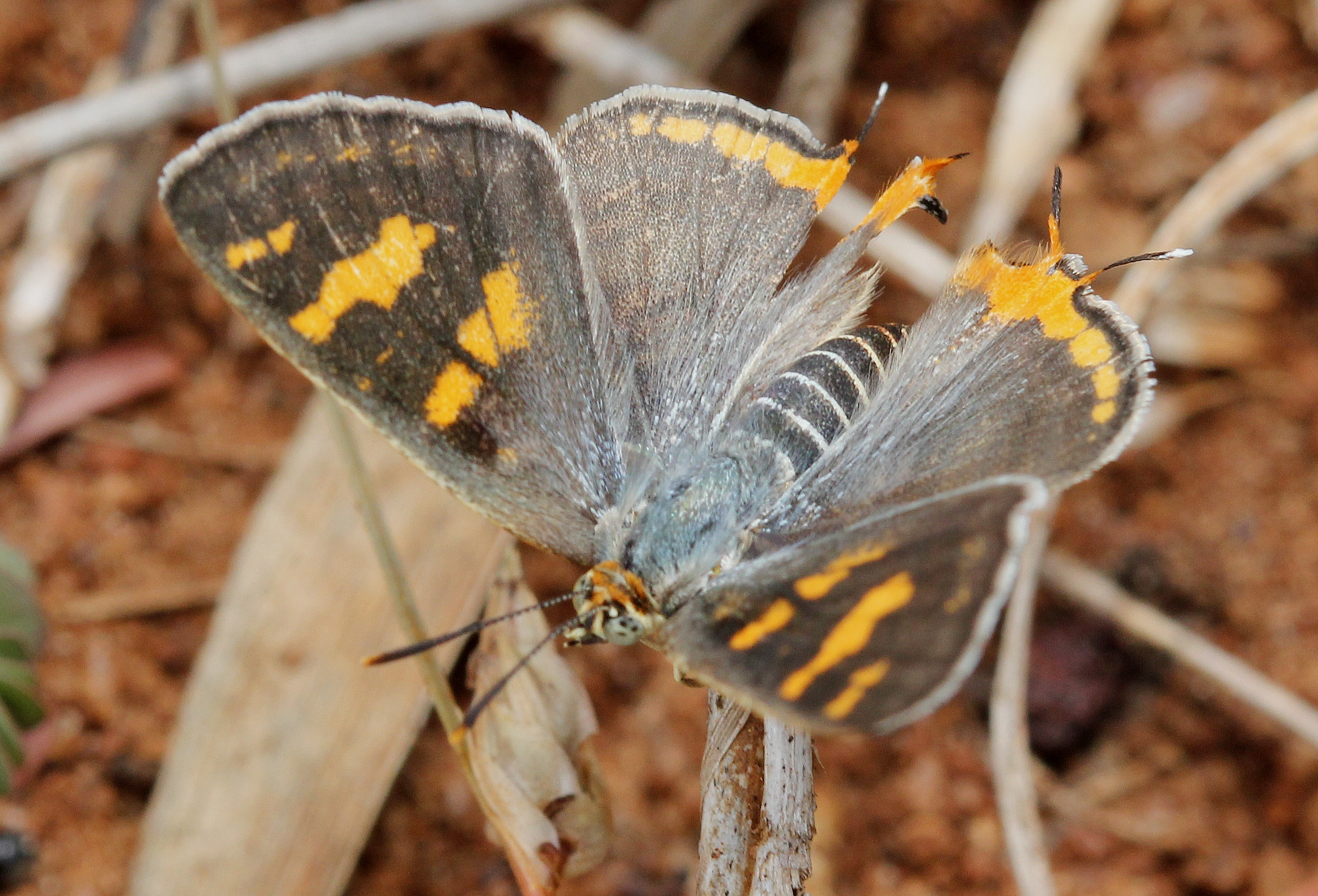
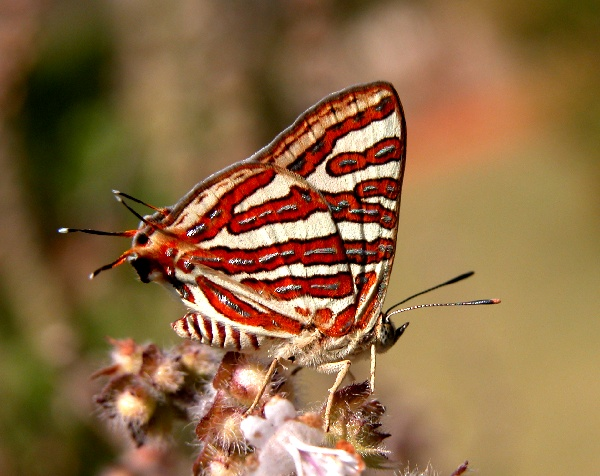